# Монтгомери (Минесота)
Монтгомери (енгл. Montgomery) град је у америчкој савезној држави Минесота.

## Демографија
По попису из 2010. године број становника је 2.956, што је 162 (5,8%) становника више него 2000. године.
| Група             | 2000.         | 2010.         |
| Белци             | 2.469 (88,4%) | 2.689 (91,0%) |
| Афроамериканци    | 9 (0,3%)      | 6 (0,2%)      |
| Азијати           | 9 (0,3%)      | 13 (0,4%)     |
| Хиспаноамериканци | 273 (9,8%)    | 188 (6,4%)    |
| Укупно            | 2.794         | 2.956         |